# Bukit Lubuk Minyak Tanah
Bukit Lubuk Minyak Tanah är en kulle i Indonesien.   Den ligger i provinsen Aceh, i den västra delen av landet, 1 500 km nordväst om huvudstaden Jakarta. Toppen på Bukit Lubuk Minyak Tanah är 107 meter över havet.
Terrängen runt Bukit Lubuk Minyak Tanah är huvudsakligen platt.Runt Bukit Lubuk Minyak Tanah är det ganska tätbefolkat, med 172 invånare per kvadratkilometer. I omgivningarna runt Bukit Lubuk Minyak Tanah växer i huvudsak städsegrön lövskog.